# Glympis ignilinea
Glympis ignilinea là một loài bướm đêm trong họ Erebidae.